# Pseudocoremia christiani
Pseudocoremia christiani är en fjärilsart som beskrevs av Holloway 1977. Pseudocoremia christiani ingår i släktet Pseudocoremia och familjen mätare. Inga underarter finns listade i Catalogue of Life.